# Accademia Cosentina
L'Accademia Cosentina con la sua sede nel centro storico di Cosenza, è una delle primissime accademie fondate in Europa, la seconda del Regno di Napoli (1511). L'accademia ha lo scopo di diffondere con ogni mezzo e verso ogni direzione, la cultura; valorizzare artisti e scienziati; difendere i grandi valori umani, artistici, scientifici, culturali della società nazionale; essere presente nei dibattiti culturali della città; incoraggiare i giovani sulla via dello sviluppo e della riforma culturale. L'Accademia organizza, una o due volte al mese, conferenze, dibattiti e tavole rotonde. L'edificio che oggi la ospita, risalente alla prima metà del '900 sorge nella Piazza XV Marzo (popolarmente nota come Piazza Prefettura) sulla destra del Teatro di tradizione Alfonso Rendano.

## Storia

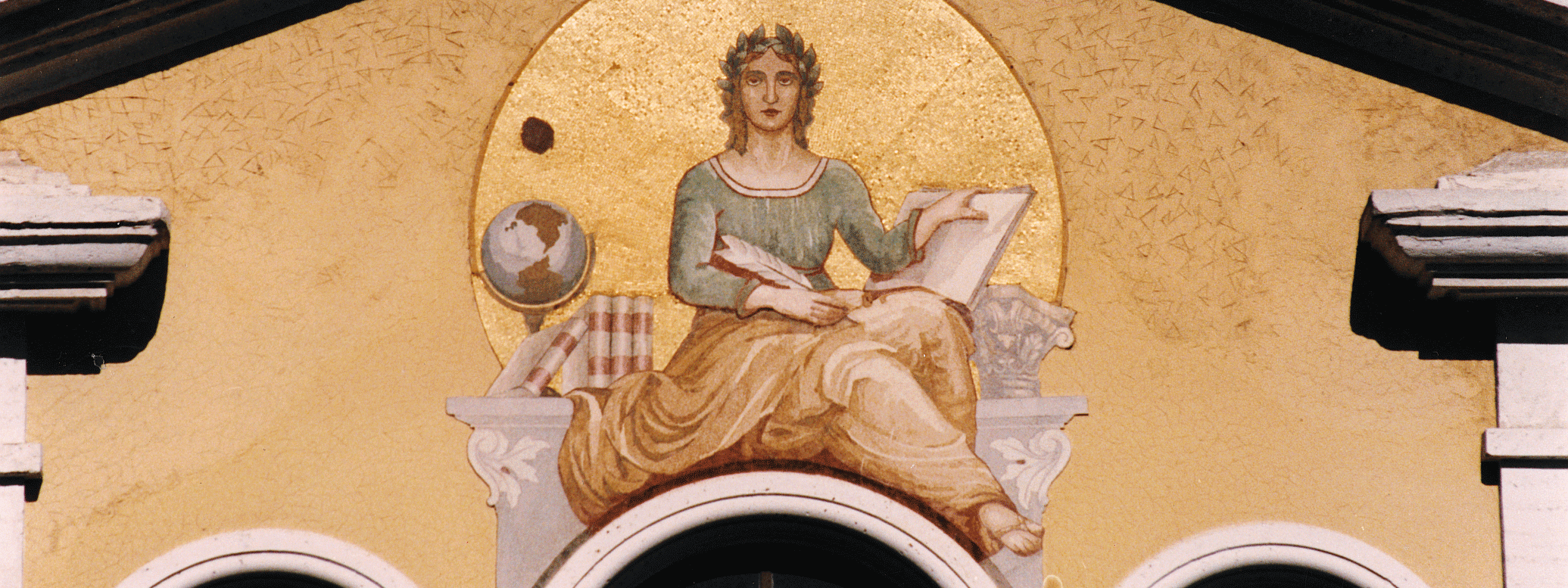
Simbolo dell'Accademia Cosentina e della Biblioteca civica di Cosenza

Questa prestigiosa accademia viene fondata a Cosenza nel 1511 da Aulo Giano Parrasio, da cui prende il primo nome: Accademia Parrasiana, e viene dedicata agli studi filosofici e letterari. Dopo la morte di Parrasio (1534), Bernardino Telesio la riorganizza ribattezzandola Accademia Telesiana. Alcuni anni prima della morte di Telesio (che avvenne nel 1588), l'Accademia Telesiana passa sotto il controllo di Sertorio Quattromani, che le dà il nome di Accademia Cosentina.
Intorno al 1593, per conseguenza della cospirazione di Tommaso Campanella, l'accademia Cosentina viene chiusa per decreto del vicario Pedro di Toledo. Nel 1608 tuttavia, la chiesa apre una nuova accademia con il nome di Accademia dei Costanti sotto il patronato dell'arcivescovo di Cosenza Giovanni Battista Costanzo. Questa nuova accademia è, in effetti, un ripristino dell'Accademia Cosentina e continua a esercitare sotto la guida di Mons. Costanzo fino alla sua morte nel 1617. Nel 1649 L'accademia passa nelle mani dell'arcivescovo Giuseppe Sanfelice, che cambia nuovamente il nome dell'accademia in Accademia dei Negligenti, e resterà tale fino alla sua morte nel 1660. Dal 1668 al 1678, sotto la guida del poeta Pirro Schettini, l'accademia torna a chiamarsi dei Costanti. Nel 1756, Gaetano Greco fa rivivere la vecchia accademia dandole il nome di Accademia dei Pescatori Cratilidi, ma questo tentativo di rinascita dura solo fino al 1794. In questo periodo spicca la figura del letterato Vincenzo Fasanella. Nel 1811, l'accademia viene ridata alla vita, grazie al lavoro di Matteo Angelo Galdi che le dà il nome di Istituto Cosentino. Fu nominato presidente Vincenzo Maria Mollo - futuro sindaco di Cosenza - che ne mantenne l'incarico, come presidente onorario sino al 1849, anno della sua morte. Verso la fine del 1817 è il re in persona che darà l'approvazione affinché l'accademia torni a chiamarsi Accademia Cosentina. L'11 giugno 1871, l'Accademia Cosentina istituisce la Biblioteca civica di Cosenza, che rimane inattiva fino al 4 marzo 1898, data in cui viene definitivamente inaugurata. Il Presidente dell'accademia, ancora oggi, ricopre anche il ruolo di Presidente del Consiglio di amministrazione della biblioteca.